# Johan Tromp
Johannes Adriaan Tromp (nacido en Windhoek el 23 de diciembre de 1990) es un jugador de rugby namibio, que juega de medio de melé o zaguero para la selección de rugby de Namibia.
Su debut con la selección de Namibia se produjo en un partido contra Zimbabue en Windhoek el 10 de noviembre de 2012. 
Seleccionado para la Copa del Mundo de Rugby de 2015, Tromp anotó un ensayo en la derrota de su equipo frente a Tonga 35-21, y otro en la derrota de su equipo 64-19 frente a Argentina.